# Stephen McPhail
Stephen John Paul McPhail (født 9. december 1979 i London, England) er en engelskfødt irsk tidligere fodboldspiller (midtbane).
McPhail startede sin karriere hos Leeds United og spillede senere for blandt andet Cardiff City og Shamrock Rovers. Han nåede desuden 10 kampe for det irske landshold.